# Saint-Marcel-lès-Valence
Saint-Marcel-lès-Valence è un comune francese di 5 192 abitanti situato nel dipartimento della Drôme della regione dell'Alvernia-Rodano-Alpi.

## Società

### Evoluzione demografica
Abitanti censiti